# Ian McLagan
Ian Patrick 'Mac' McLagan (Londra, 12 maggio 1945 – Austin, 3 dicembre 2014) è stato un tastierista, polistrumentista e cantautore britannico.

## Biografia
McLagan ha iniziato a suonare negli anni '60 e nel 1965 è entrato nella formazione del gruppo rock/R&B Small Faces. Ha fatto parte di questa band fino al 1969, anno in cui il gruppo ha intrapreso una pausa, e poi nuovamente dal 1975 al 1978, periodo della reunion. Nel gruppo ha sostituito il membro fondatore Jimmy Winston come tastierista e corista.
Nei primi anni '70 ha partecipato al progetto di alcuni membri degli Small Faces chiamato solo Faces.
Nel 1975 ha iniziato a collaborare con i Rolling Stones sia come "sideman" in studio che dal vivo. Ha anche lavorato con Ronnie Wood nel progetto The New Barbarians. Inoltre i suoi lavori da turnista includono collaborazioni con Chuck Berry, Joe Cocker, Melissa Etheridge, Bonnie Raitt, Izzy Stradlin, Frank Black, Bruce Springsteen, John Mayer, Paul Westerberg, Billy Bragg e altri.
Ha pubblicato diversi album da solista, il primo dei quali nel 1979, alcuni a nome Ian "Mac" McLagan and the Bump Band.
Nel 1978 si è sposato con Kim McLagan (ex moglie del batterista degli Who, Keith Moon), deceduta nel 2006 a causa di un incidente.
Nel 2000 ha pubblicato un'autobiografia dal titolo All the Rage: A Riotus Romp Through Rock & Roll History.
Nel dicembre 2014 McLagan è morto a seguito di un infarto all'età di 69 anni.

## Discografia da solista
Album in studio
- 1979 - Troublemaker
- 1980 - Bump in the Night
- 2004 - Rise & Shine
- 2005 - Here Comes Trouble
- 2006 - Spiritual Boy
- 2008 - Never Say Never
- 2014 - United States

EP
- 1985 - Last Chance to Dance

Live
- 2006 - Live

Raccolte
- 2000 - Best of British